# Warren Hills AVA
Warren Hills AVA (anerkannt seit dem 8. August 1988) ist ein Weinbaugebiet im US-Bundesstaat New Jersey. Das Gebiet erstreckt sich über das Verwaltungsgebiet von Warren County.  Das Gebiet der Warren Hills ist durch eine Reihe kleiner Täler geprägt, die allesamt von Nebenflüssen des Delaware River geformt wurden.  Diese Seitentäler sind meist von Nordost nach Südwest ausgerichtet und die meisten der hängigen Weinberge haben eine südöstliche Ausrichtung.  
Aufgrund des kühlen Klimas gibt es einen bedeutenden Anteil von französischen Hybridreben.